# ORP Orkan (G90)
ORP Orkan (G90) là một tàu khu trục của Hải quân Ba Lan trong Chiến tranh Thế giới thứ hai. Nó nguyên là một tàu khu trục lớp L do Hải quân Hoàng gia Anh Quốc chế tạo như là chiếc HMS Myrmidon, nhưng được chuyển giao cho Hải quân của Chính phủ Ba Lan lưu vong. Orkan đã phục vụ trong chiến tranh cho đến khi bị đánh chìm bởi ngư lôi phóng từ tàu ngầm U-boat Đức U-378 tại biển Barents vào ngày 8 tháng 10 năm 1943.

## Thiết kế và chế tạo
Myrmidon được đặt hàng cho xưởng tàu của hãng Fairfield Shipbuilding and Engineering Company ở Govan, Scotland. Nó được đặt lườn vào ngày 7 tháng 12 năm 1939, được hạ thủy vào ngày 2 tháng 3 năm 1942 và hoàn tất vào ngày 5 tháng 12 năm 1942. Nó được chuyển giao cho Hải quân Ba Lan vào ngày 18 tháng 11 năm 1942 và được đổi tên thành Orkan.

## Lịch sử hoạt động
Orkan đã phục vụ tại khu vực biển Bắc Cực. Vào đầu năm 1942, nó hộ tống Đoàn tàu vận tải JW-53 đi sang Nga, và quay trở về cùng Đoàn tàu RA-52. Sau đó nó tiếp tục hoạt động hộ tống vận tải tại khu vực Bắc Đại Tây Dương. Vào tháng 7 năm 1943, chiếc tàu khu trục đã đưa di hài Tổng tư lệnh tối cao quân đội Ba Lan Władysław Sikorski từ Gibraltar về Anh.
Lúc 07 giờ 05 phút ngày 8 tháng 10 năm 1943, đang khi hộ tống Đoàn tàu SC 143 và dưới quyền chỉ huy của Đại úy Hải quân Stanisław Hryniewiecki, Orkan trúng một quả ngư lôi G7es dẫn hướng bằng âm thanh phóng từ tàu ngầm U-378, và đắm chỉ trong vòng vài phút, ở tọa độ 56°08′B 27°05′T / 56,133°B 27,083°T. 179 người đã thiệt mạng cùng con tàu; một sĩ quan và 43 thủy thủ đã được tàu khu trục Anh HMS Musketeer cứu vớt.